# Helmuth Schneider (Althistoriker)

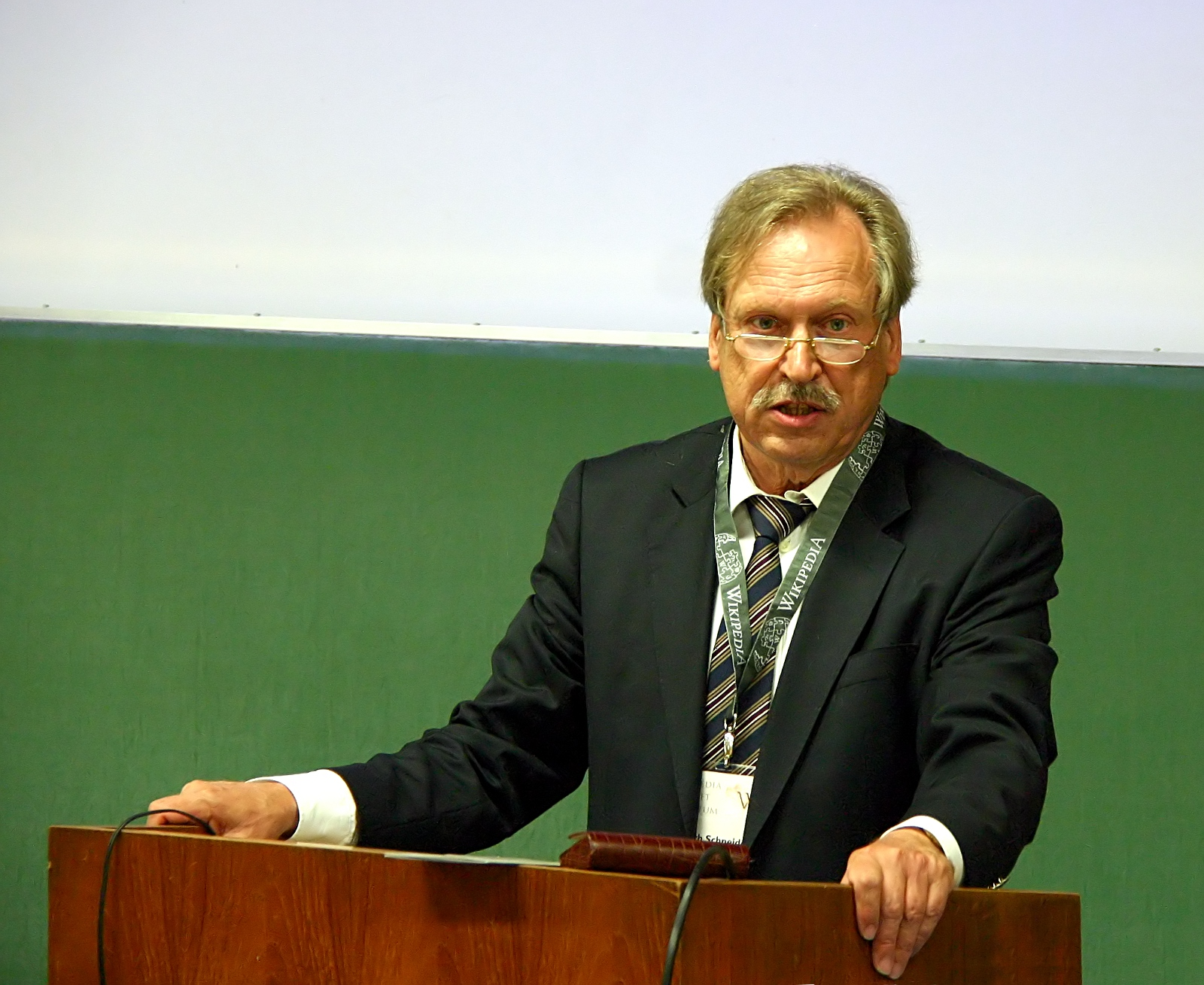
Helmuth Schneider als Eröffnungsredner der Tagung Wikipedia trifft Altertum 2011 in Göttingen

Helmuth Schneider (* 29. Juli 1946 in Bad Gandersheim) ist ein deutscher Althistoriker.

Helmuth Schneider studierte von 1966 bis 1973 die Fächer Geschichte und Philosophie in Tübingen und Marburg. Seine Promotion erfolgte 1973 mit der Arbeit Wirtschaft und Politik – Untersuchungen zur Geschichte der späten römischen Republik bei Karl Christ.
Von 1978 bis 1988 war Schneider Wissenschaftlicher Assistent und Hochschulassistent für Alte Geschichte an der FU Berlin. Dort habilitierte er sich 1986. An der Universität Kiel hatte er 1988/89 die Vertretung einer althistorischen Professur inne. In den Jahren 1989 bis 1991 war er als Privatdozent in Heidelberg tätig und war vom Wintersemester 1991 bis zu seinem Ruhestand Gründungsprofessor für Alte Geschichte an der Universität Kassel. Schneider ist seit 1995 zusammen mit Hubert Cancik Herausgeber des Neuen Pauly. Seit 1998 ist er Mitglied der Historischen Kommission für Hessen.
Schneider ist Spezialist für die antike Wirtschafts- und Sozial-, insbesondere die Technikgeschichte.

## Schriften (Auswahl)
Monografien
- Wirtschaft und Politik. Untersuchungen zur Geschichte der späten römischen Republik (= Erlanger Studien. Bd. 3, ISSN 0179-1710). Palm & Enke, Erlangen 1974 (Zugleich: Marburg, Universität, Dissertation, 1973).
- Die Entstehung der römischen Militärdiktatur. Krise und Niedergang einer antiken Republik. Kiepenheuer & Witsch, Köln 1977, ISBN 3-462-01230-4.
- Das griechische Technikverständnis. Von den Epen Homers bis zu den Anfängen der technologischen Fachliteratur (= Impulse der Forschung. Bd. 54). Wissenschaftliche Buchgesellschaft, Darmstadt 1989, ISBN 3-534-04532-7 (Zugleich: Berlin, Freie Universität, Habilitations-Schrift, 1986).
- Einführung in die antike Technikgeschichte. Wissenschaftliche Buchgesellschaft, Darmstadt 1992, ISBN 3-534-08335-0.
- Geschichte der antiken Technik (= Beck’sche Reihe. 2432; C. H. Beck Wissen). Beck, München 2007, ISBN 978-3-406-53632-8.

Herausgeberschaften
- Zur Sozial- und Wirtschaftsgeschichte der späten römischen Republik (= Wege der Forschung. Bd. 413). Wissenschaftliche Buchgesellschaft, Darmstadt 1976, ISBN 3-534-07806-3.
- Sozial- und Wirtschaftsgeschichte der römischen Kaiserzeit (= Wege der Forschung. Bd. 552). Wissenschaftliche Buchgesellschaft, Darmstadt 1981, ISBN 3-534-07806-3.
- Geschichte der Arbeit. Vom Alten Ägypten bis zur Gegenwart (= Ullstein-Buch. 34140; Ullstein-Sachbuch). Ungekürzte Ausgabe. Ullstein, Frankfurt am Main u. a. 1983, ISBN 3-548-34140-3.
- mit Hubert Cancik: Der Neue Pauly.
- mit Hans-Joachim Gehrke: Geschichte der Antike. Ein Studienbuch. Metzler, Stuttgart u. a. 2000, ISBN 3-476-01455-X.
- mit Hans-Joachim Gehrke: Geschichte der Antike. Quellenband. Metzler, Stuttgart u. a. 2007, ISBN 978-3-476-02017-8.
- mit Hubert Cancik und Manfred Landfester: Der Neue Pauly. Enzyklopädie der Antike, Sonderausgabe. WBG (Wissenschaftliche Buchgesellschaft), Darmstadt 2015, ISBN 978-3-534-26764-4 (Das klassische Altertum und seine Rezeptionsgeschichte: 18 Bände, 1 Registerband, inkl. Zusatzband Historischer Atlas der Antiken Welt).